# Comuna Klînove, Holovanivsk
Klînove (în ucraineană Клинове) este o comună în raionul Holovanivsk, regiunea Kirovohrad, Ucraina, formată din satele Klînove (reședința) și Kovalivka.

## Demografie
Componența lingvistică a comunei Klînove
     Ucraineană (96,39%)
     Rusă (3,61%)
Conform recensământului din 2001, majoritatea populației comunei Klînove era vorbitoare de ucraineană (96,39%), existând în minoritate și vorbitori de rusă (3,61%).